# Cycas maconochiei
Cycas maconochiei é uma espécie de cicadófita do género Cycas da família Cycadaceae, nativa do Território do Norte (Austrália).